# All Things Must Pass (chanson de George Harrison)
Pistes de All Things Must Pass
Awaiting on You All I Dig Love
All Things Must Pass est une chanson de George Harrison écrite lorsqu'il était encore membre des Beatles mais parue sur son album All Things Must Pass en 1970.

## Historique
Présentée aux membres du groupe lors des séances dites  « Get Back » qui ont abouti à l'album Let It Be, All Things Must Pass n'est pas retenue mais se retrouvera sur le premier véritable album solo de Harrison l'année suivante. 
Pistes inédites de Anthology 3
Medley : Rip It Up / Shake, Rattle and Roll / Blue Suede Shoes Mailman, Bring Me No More Blues

### Les Beatles
Ce titre est répété à plusieurs reprises durant les séances dites Get Back en janvier 1969. Un de ces enregistrements est inclus dans la réédition de l'album Let It Be en 2021. Une démo plus complète de la chanson, qui a été enregistrée en solo par l'auteur le 25 février suivant, le jour de son 26e anniversaire, est placée sur Anthology 3, la compilation des Beatles parue en 1996, et entendue en finale de l'épisode 1 de la télésérie The Beatles: Get Back de 2021. Deux autres démos ont été enregistrées ce jour-là, Old Brown Shoe et Something, et sont aussi incluses sur cet album. Contrairement à All Things Must Pass, ces deux chansons seront par contre retravaillées et publiées par le groupe.